# William z Malmesbury

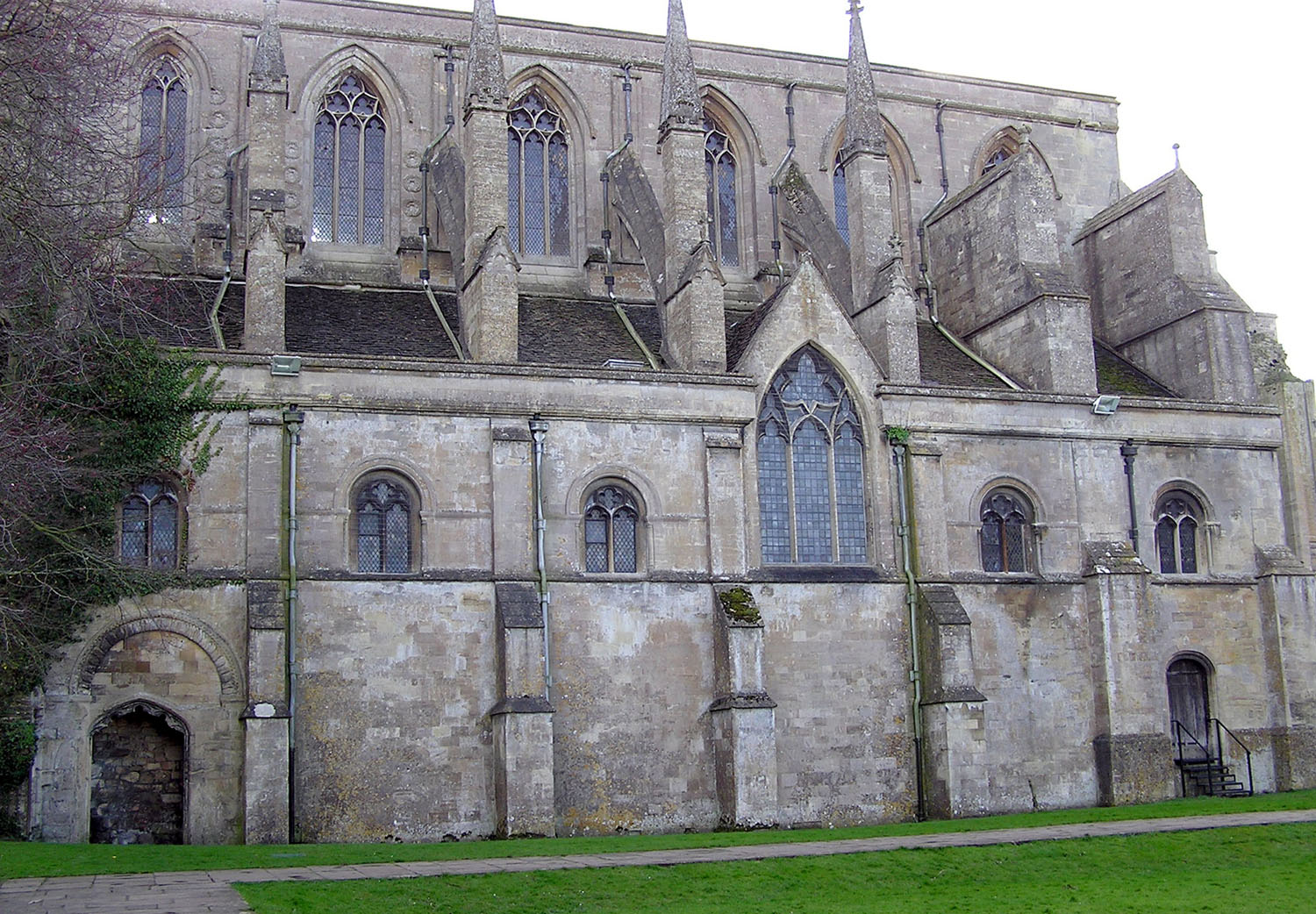
Opactwo Malmesbury

William z Malmesbury, łac. Gulielmus Malmesburiensis (ur. ok. 1080 lub 1095 w Wiltshire, zm. ok. 1143) – angielski kronikarz, żyjący w XII wieku, mnich w opactwie Malmesbury. Po ojcu był Normanem, po matce Anglikiem.
William był mnichem w opactwie Malmesbury, pełnił tam funkcję bibliotekarza i prekantora. Edukację, obejmującą logikę, filozofię, historię i nauki przyrodnicze, odebrał w tym właśnie opactwie. Podczas pracy w bibliotece klasztornej zainteresował się historią.
Spisując historię Anglii wzorował się na Historia ecclesiastica gentis Anglorum, napisanej przez Bedę. Jego praca nosiła tytuł Gesta regum Anglorum (Czyny królów Anglii).